# Sinclair Research
Sinclair Research Ltd é uma empresa com sede em Cambridge, Inglaterra, Reino Unido, fabricante de bens de consumo eletrônicos. A Sinclair Research Ltd ainda existe, continuando a divulgar as novas invenções de Sir Clive Sinclair.

## História

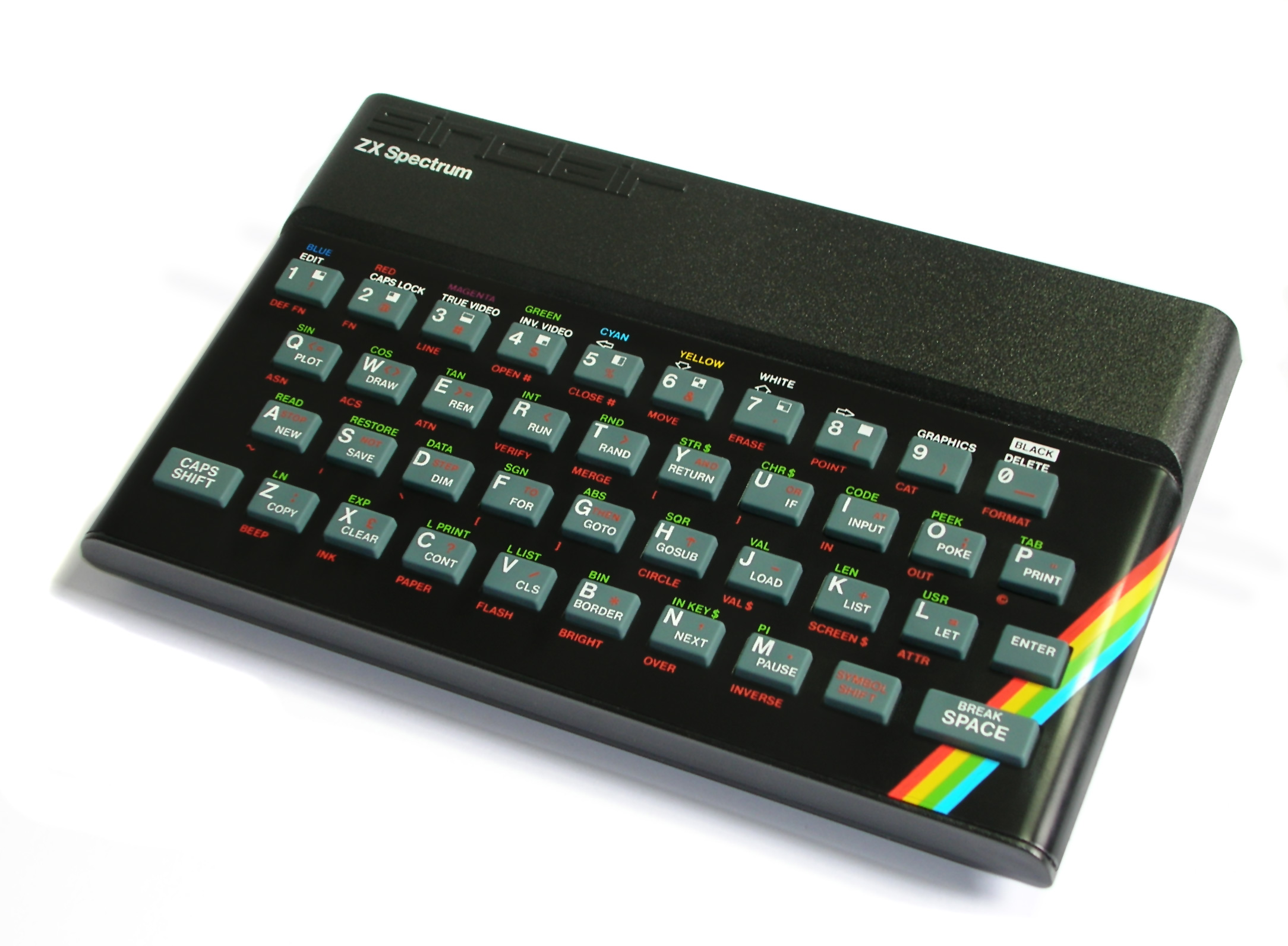
Computador ZX Spectrum de 1982.

A empresa foi fundada por Sir Clive Sinclair em 1961 (originalmente como Sinclair Radionics) para vender equipamentos de som hi-fi, calculadoras, rádios e outros produtos. Em 1966, Sinclair criou, mas nunca comercializou, a primeira televisão de bolso do mundo. Em 1972, ele comercializou a primeira calculadora de bolso, a Sinclair Executive. Muitas outras variações de calculadoras se seguiram incluindo a Sinclair Cambridge, o Sinclair Scientific e a Sinclair Oxford.
Nos anos 1980, a Sinclair entrou no mercado de computadores domésticos com o ZX80 por £ 99,95, na época, o mais barato computador pessoal à venda no Reino Unido. Em 1982 o ZX Spectrum foi lançado, tornando-se o computador mais vendido na história da Grã-Bretanha, competindo agressivamente com a Commodore e a Amstrad. A combinação do fracasso em 1984 do computador Sinclair QL e TV80, e do veículo elétrico Sinclair C5 em 1985, levaram a empresa à bancarrota. Um ano mais tarde, Sinclair vendeu os direitos dos seus produtos de informática e marca registrada para a Amstrad.

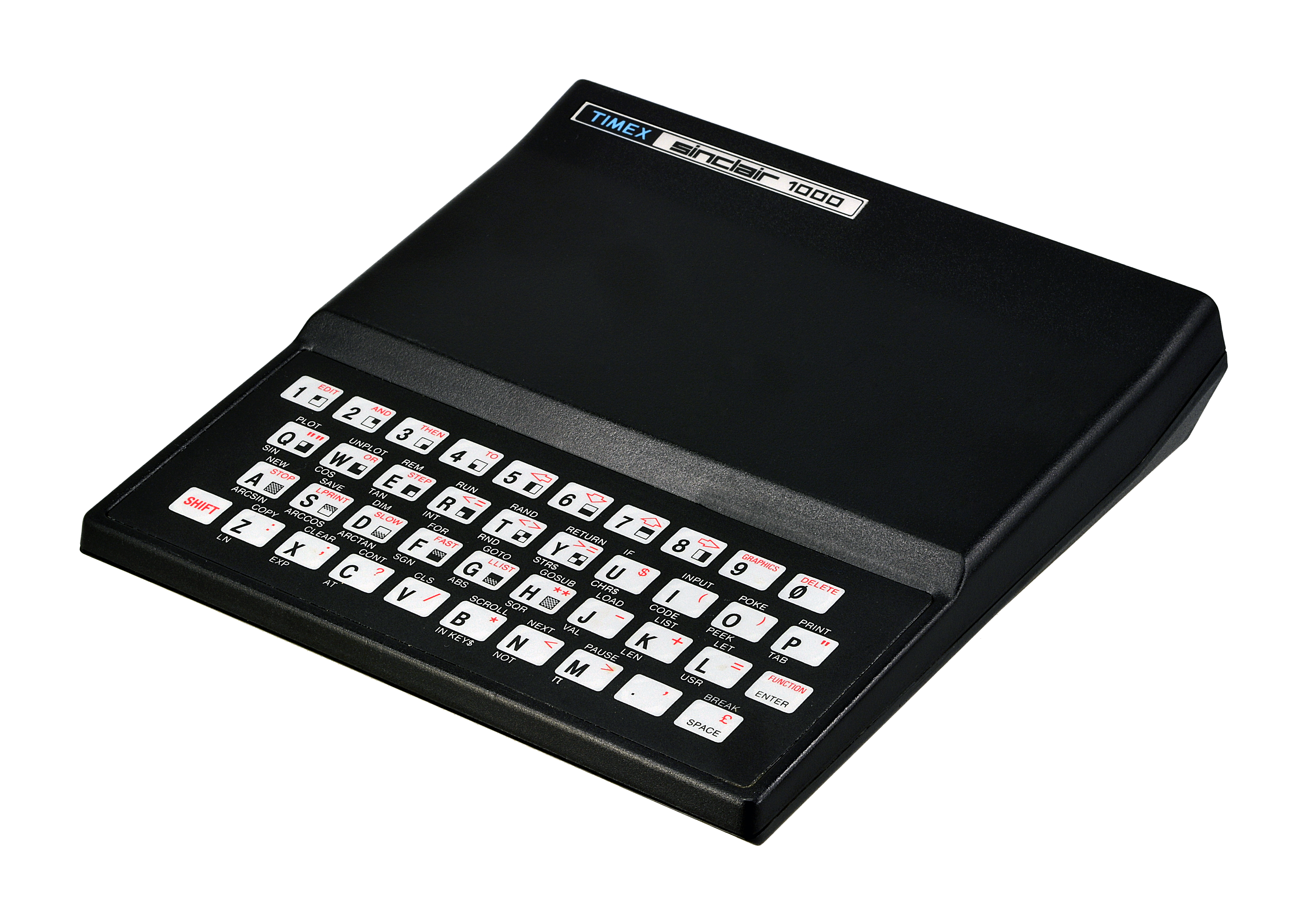
Timex Sinclair 1000, uma versão dos EUA do Sinclair ZX81

## Produtos
Calculadora de pulso
A calculadora de pulso foi lançada pela Sinclair Instrument em 1977.
MK14
O MK14 (Microcomputer Kit 14) foi um kit de computador vendido pela Science of Cambridge do Reino Unido, apresentado pela primeira vez em 1977 por £ 39,95.
ZX80
O computador doméstico ZX80 foi lançado em fevereiro de 1980 por £ 79,95 em forma de kit e £ 99,95 já pronto.  Em novembro do mesmo ano, a Science of Cambridge foi renomeada Sinclair Computers Ltd.
ZX81

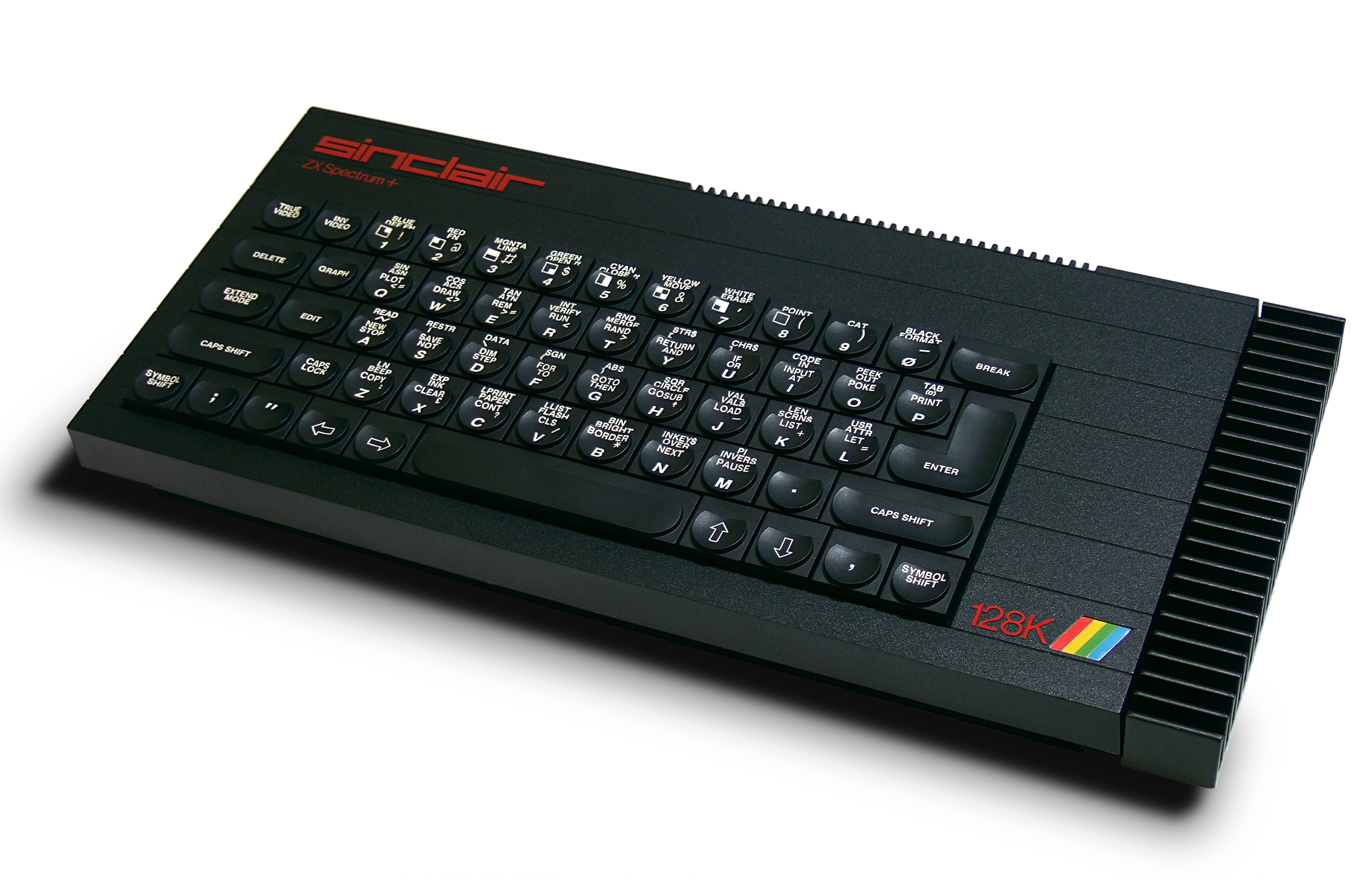
ZX Spectrum 128, uma versão atualizada do original ZX Spectrum de 1982

O ZX81 (conhecido como TS 1000 nos Estados Unidos) custava £ 49,95 em kit e £ 69,95 já pronto, por correspondência.
ZX Spectrum
O ZX Spectrum foi lançado em 23 de abril de 1982, com preço de £ 125 para a versão de 16 KB de RAM e £ 175 para a versão de 48 KB.
TV80
O TV80 era uma televisão de bolso. Lançado em setembro de 1983. Usava um CRT achatado, ao contrário dos televisores portáteis anteriores de Sinclair. O TV80 foi um fracasso comercial, vendendo apenas 15 000 unidades e não cobrindo seus custos de desenvolvimento de £ 4 milhões.
Sinclair QL
O Sinclair QL foi anunciado em janeiro de 1984, preço de £ 399. Comercializado como um microcomputador de 32 bits mais sofisticado para usuários profissionais, ele usava um processador Motorola 68008. A produção foi atrasada por vários meses, devido ao desenvolvimento inacabado de hardware e software no momento do lançamento do QL.  Problemas de confiabilidade de hardware e bugs de software fizeram com que o QL adquirisse uma má reputação da qual nunca se recuperou.
ZX Spectrum +
O ZX Spectrum + foi um ZX Spectrum 48K reempacotado lançado em outubro de 1984.
ZX Spectrum 128
O ZX Spectrum 128, com RAM expandida para 128 kB, um chip de som e outras melhorias, foi lançado na Espanha em setembro de 1985 e no Reino Unido em janeiro de 1986, ao preço de £ 179,95.
Periféricos de computador
A Sinclair criou vários periféricos para seus computadores, incluindo módulos de expansão de memória, a impressora ZX e os complementos ZX Interface 1 e ZX Interface 2 para o ZX Spectrum. Vários periféricos QL foram desenvolvidos por outras empresas, mas comercializados sob a marca Sinclair. O armazenamento externo do Spectrum costumava ser feito em fitas cassete, como era comum naquela época. Em vez de uma unidade de disquete opcional, a Sinclair optou por oferecer seu próprio sistema de armazenamento em massa, o ZX Microdrive, um sistema de cartucho de loop de fita que não se mostrou confiável. Este também foi o dispositivo de armazenamento primário para o QL.
Rádio FM X1 Button

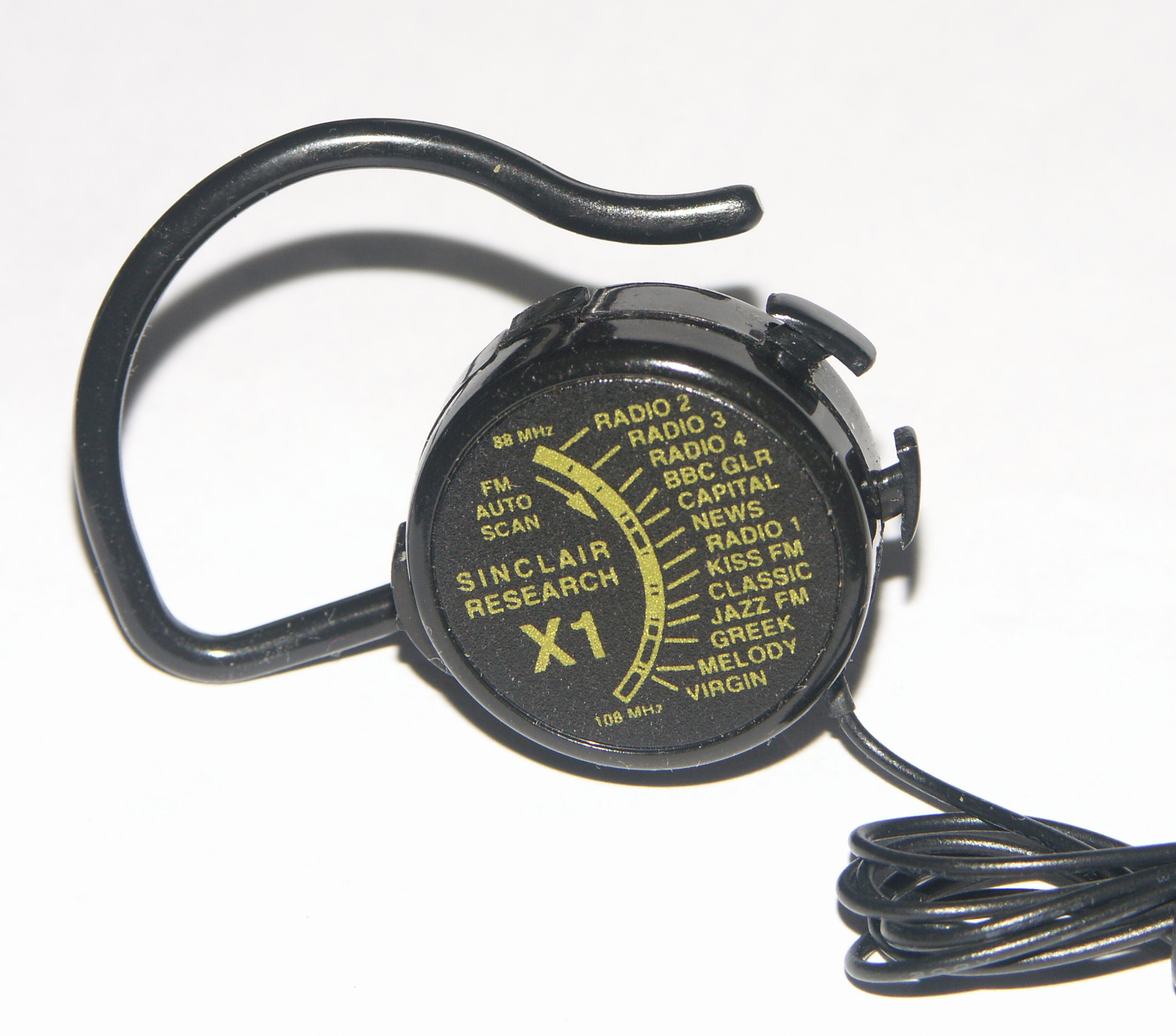
X1 Button Radio (1997)

Em junho de 1997, a Sinclair Research lançou o rádio X1 por £ 9,50. Este rádio FM mono em miniatura, alimentado por uma bateria CR2032, tinha um volume fixo e era inserido no ouvido. O rádio X1 tinha três botões, um botão liga / desliga, um botão Scan e um botão Reset para reiniciar o processo de digitalização. Ele veio com uma antena curta e um gancho de orelha destacável.

### Projetos cancelados
Os seguintes produtos de computador estavam em desenvolvimento na Sinclair Research durante a década de 1980, mas nunca chegaram à produção:
LC3
Significando "Low Cost Color Computer", o LC3 foi desenvolvido em 1983 por Martin Brennan e pretendia ser um console de jogos baseado em Z80 barato implementado em dois chips, usando RAM e cartuchos de RAM (não voláteis) para armazenamento. Um sistema operacional multitarefa para o LC3, com uma GUI de janelas completas, foi projetado por Steve Berry. Foi cancelado em novembro de 1983 em favor do QL.
SuperSpectrum
Projetado para ser um computador doméstico baseado em 68008, equipado com ZX Microdrive integrado, joystick, portas RS-232 e ZX Net. A linguagem de programação SuperBASIC de Sinclair foi originalmente planejada para este modelo, mas mais tarde foi adotada para o QL. O SuperSpectrum foi cancelado em 1982 depois que as especificações do ZX83 (QL) convergiram com ele. Este projeto não deve ser confundido com Loki, que foi descrito como o "SuperSpectrum" em um artigo na edição de junho de 1986 da revista Sinclair User.
Pandora
Este seria um computador portátil com um monitor CRT de tela plana integral. Inicialmente compatível com o ZX Spectrum com uma CPU Z80 mais rápida, um ZX Microdrive integrado e um novo modo de vídeo monocromático de 512 × 192 pixels. Devido ao tamanho limitado do CRT plano que poderia ser fabricado, uma série de lentes dobráveis e espelhos foram necessários para ampliar a imagem da tela para um tamanho utilizável. O projeto foi cancelado após a aquisição da Amstrad, mas o conceito Pandora acabou se transformando no Cambridge Computer Z88. 
Loki
Este projeto pretendia criar um ZX Spectrum bastante aprimorado, possivelmente rivalizando com o Commodore Amiga. A Loki deveria ter uma CPU Z80 H de 7 MHz, 128 KiB de RAM e dois chips personalizados fornecendo recursos gráficos e de áudio muito aprimorados. Após a compra da Amstrad em 1986, dois engenheiros que trabalharam no projeto, John Mathieson e Martin Brennan, fundaram a Flare Technology para continuar seu trabalho. 
Bob / Florin
De acordo com Rupert Goodwins, este foi um projeto para produzir uma unidade de disquete complementar para o ZX Spectrum. 
Tyche
Este codinome foi atribuído a um projeto QL subsequente em execução de 1984 a 1986. Entre os recursos associados ao Tyche estavam o aumento da capacidade de RAM, unidades de disquete internas, o conjunto de aplicativos Psion Xchange em ROM e possivelmente a GEM GUI. 
Janus
Este nome foi associado a um conceito de design para um "Super QL" baseado na tecnologia de integração em escala de wafer.
Proteus
Havia rumores de que era uma versão portátil hipotética do QL semelhante ao Pandora.
Sinclair X-1
Em novembro de 2010, Sinclair disse ao jornal The Guardian que estava trabalhando em um novo protótipo de veículo elétrico, chamado X-1, a ser lançado dentro de um ano. "A tecnologia evoluiu bastante, há novas baterias disponíveis e acabei de repensar a coisa. O C5 estava OK, mas acho que podemos fazer um trabalho melhor agora". O X-1 de duas rodas deveria estar disponível em julho de 2011 ao preço de £ 595, mas não atingiu a produção.